# Katie Mitchell
Katrina Jane Mitchell, känd som Katie Mitchell, född 23 september 1964 i Reading i Berkshire i Sydöstra England, är en engelsk teaterregissör.

## Biografi
Katie Mitchell har studerat engelska vid Magdalen College i Oxford. Hon började karriären inom teater som regiassistent på Royal Shakespeare Company (RSC) och satte upp en serie klassiker med sin egen teatergrupp Classics On A Shoestring. 1996–1998 var hon husregissör vid RSC:s annexscen The Other Place i Stratford-upon-Avon. 1996 satte hon där upp The Phoenician Women (De feniciska kvinnorna) av Euripides, en uppsättning som tilldelades Evening Standard Award för bästa regi. 2000–2004 var hon husregissör hos Royal Court Theatre i London där hon bland annat uppmärksammades för en serie uppsättningar av Martin Crimp, en av företrädarna för den riktning som i Storbritannien sedan 1990-talet går under namnet in-yer-face-theatre med portalnamn som Mark Ravenhill och Sarah Kane. 1994 regisserade hon sin första produktion för Royal National Theatre där hon sedan 2006 är Associate Director. Utanför Storbritannien har hon regisserat i Berlin, Dublin, Köpenhamn, Milano, New York, Stockholm, Köln och Wien.
År 2010 gjorde hon sin första uppsättning för Schaubühne am Lehniner Platz i Berlin. Med greppet att låta skådespelarna spela in varandra på video som visades på skärmar har Fräulein Julie (Fröken Julie) blivit stilbildande. För Festspelen i Salzburg i iscensatte hon 2009 Luigi Nonos musikteaterverk Al gran sole carico d'amore. Föreställningar av henne har varit inbjudna till Berliner Theatertreffen, Avignonfestivalen, Bergmanfestivalen och Göteborg Dans & Teater Festival. 2013 tilldelades hon det prestigefyllda Nestroy-Theaterpreis för uppsättningen av Friederike Mayröckers Reise durch die Nacht på Schauspiel Köln 2012. 2009 tilldelades hon Brittiska imperieorden (CBE).

## Regi i Sverige
- 2001 Påsk av August Strindberg, Dramaten, med bl.a. Erland Josephson & Gunnel Lindblom
- 2004 Natt och drömmar av Samuel Beckett, Dramaten, översättning Magnus Hedlund, med bl.a. Erland Josephson & Gunnel Lindblom
- 2008 Jungfruleken av Jean Genet, Dramaten, översättning Katrin Ahlgren, med bl.a. Sofia Helin
- 2012 Fräulein Julie (Fröken Julie) av August Strindberg, gästspel av Schaubühne, Berlin på Bergmanfestivalen (Globen Annexet), regi Katie Mitchell (teater) & Leo Warner (video)
- 2016 Vägen hem (barnopera) av Joanna Lee (tonsättning) och Rory Mullarkey (libretto) efter Oliver Jeffers The way back home, Kungliga Operan på Orionteatern, Stockholm, översättning Anna Linden, dirigent Mattias Böhm
- 2016 The forbidden zone av Duncan Macmillan, gästspel av Schaubühne på Göteborg Dans & Teater Festival, regi Katie Mitchell (teater) & Leo Warner (video)